# Slovinská biskupská konference

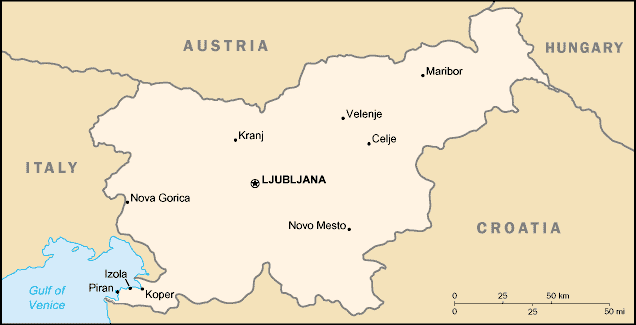
Slovinsko

Slovinská biskupská konference (slovinsky Slovenska škofovska konferenca, SŠK) je ústřední shromáždění katolických biskupů ve Slovinsku. V roce 1993 se stala nástupcem biskupské konference v Jugoslávii a své sídlo má v Lublani. Je členem obou evropských biskupských organizací (CCEE a COMECE).
Prezidentem je arcibiskup Andrej Saje.

## Bývalí prezidenti
- od roku 2022 Andrej Saje
- 2017–2022 Stanislav Zore
- 2013–2017 Andrej Glavan
- 2010–2013 Anton Stres
- 2007–2009 Alojz Uran
- 2004–2007 Franc Kramberger
- 1997–2004 Franc Rodé
- 1993–1997 Alojzij Šuštar